# Augsburg-Am Schäfflerbach
Am Schäfflerbach ist die Bezeichnung für den zehnten von insgesamt 42 statistischen Stadtbezirken in der bayerischen Großstadt Augsburg. Er ist nach dem Lechkanal Schäfflerbach benannt. Am 31. Dezember 2013 lebten hier rund 8.300 Einwohner auf einer Fläche von 2,23 km².

## Geographie
Der Stadtbezirk wird – im Norden beginnend und dann über Osten nach Süden und Westen folgend – von der Lechhauser Straße, dem Lech, der Reichenberger Straße, dem Gleiskörper der Localbahn, der Lotzbeck-, Prinz-, Rembold- und Forsterstraße und schließlich von der Jakoberwallstraße begrenzt. Am Schäfflerbach umfasst einen großen Teil des Augsburger Textilviertels mit dem darin gelegenen Proviantbachquartier, einer Werkssiedlung aus dem 19. Jahrhundert. Neben dem Schäfflerbach fließen durch den Stadtbezirk auch der Proviant-, der Fichtel- und der Hanreibach.

## Geschichte
Der Stadtbezirk wurde zusammen mit Teilen des Wolfram- und Herrenbachviertels bis 1938 als Stadtteil „Ostend“ bezeichnet. Anschließend wurde der Stadtbezirk im Zuge der Neugliederung der Augsburger Stadtteile nach dem Lechkanal Schäfflerbach benannt. Das Viertel war von Beginn an von der Textilindustrie geprägt.

## Demographie
Am 31. Dezember 2013 waren 8.304 Menschen in dem Stadtbezirk gemeldet, von denen 4.048 weiblichen Geschlechts waren – das entspricht einem Frauenanteil von 48,75 Prozent. Die Altersverteilung entspricht – wie in der Gesamtstadt – nicht dem Ideal einer „Pyramide“: 4.081 Einwohner und damit 52,9 Prozent waren zum selben Zeitpunkt älter als 40 Jahre. Der Stadtbezirk Am Schäfflerbach weist einen der höchsten Ausländeranteile in Augsburg auf: Mit 27,42 Prozent (2.277 Personen) liegt er weit über dem Schnitt der gesamten Stadt (16,2 Prozent).